# Mary Moser
Mary Moser (n. 27 octombrie 1744, Londra, Regatul Marii Britanii – d. 2 mai 1819, Londra, Regatul Unit al Marii Britanii și Irlandei) a fost o pictoriță engleză și una dintre cele mai celebre femei artiste din Marea Britanie din secolul al XVIII-lea. A fost una dintre cele două femei fondatoare ale Academiei Regale în 1768 (alături de Angelica Kauffman). Moser a pictat portrete, dar este remarcată în mod deosebit pentru reprezentările sale de flori.

## Viața și cariera
Moser, născută în Londra, a fost instruită de tatăl ei artist născut în Elveția, George Michael Moser (1706–1783), iar talentele sale au fost evidente de la o vârstă fragedă: a câștigat prima medalie a Societății de Arte la 14 ani, și a expus regulat tablouri cu flori și, ocazional, picturi istorice, la Societatea Artiștilor din Marea Britanie. Zece ani mai târziu, însă, setea ei de recunoaștere profesională a determinat-o să se alăture altor 35 de artiști (inclusiv tatăl ei) în formarea Academiei Regale și, împreună cu Angelica Kauffman, a luat un rol activ în proceduri.

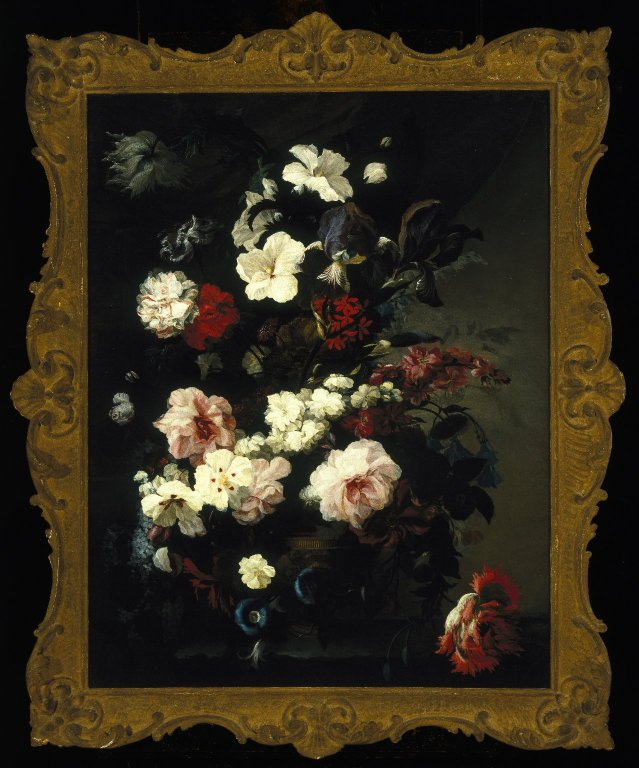
Brooklyn Museum – Natură moartă cu flori (Jardinieră cu flori) – Mary Moser

Într-un portret de grup realizat de Johan Zoffany, Academicienii Academiei Regale (1771–72; Colecția regală, Londra), membrii sunt arătați în jurul unui model masculin nud într-un moment în care femeile erau excluse de la o astfel de pregătire pentru a-și proteja pudicitatea. Pentru ca Moser și Kauffman să poată fi incluse, Zoffany le-a adăugat ca portrete expuse pe perete.
George Romney (c. 1770) a pictat un portret al lui Moser în timp ce picta la un tablou cu natură moartă, care a fost achiziționat de National Portrait Gallery (Londra) în 2003.
În anii 1790, Moser a primit un comision important, pentru care a fost plătită peste 900 de lire sterline, de către regina Charlotte pentru a finaliza o scenă decorativă florală pentru o cameră din Frogmore House din Windsor, Berkshire. Aceasta avea să dovedească una dintre ultimele sale lucrări profesionale; după căsătoria cu un anume căpitan Hugh Lloyd la 23 octombrie 1793, s-a retras și a început să expună ca amator sub noul ei nume. A continuat să expună la Academia Regală până în 1802.
În această perioadă, Moser a avut o aventură cu Richard Cosway, care era separat de soția sa Maria. A călătorit cu el timp de șase luni într-un turneu în care a realizat schițe în 1793. În jurnalele sale a făcut „declarații lascive” și „comparații invidioase între ea și doamna Cosway”, sugerând că ea era mult mai receptivă sexual decât soția sa. A murit în Upper Thornhaugh Street, Londra, la 2 mai 1819 și a fost înmormântată, alături de soțul ei la cimitirul Kensington.

## Moștenire
După moartea lui Moser în 1819, nici o altă femeie nu a fost aleasă ca membru cu drepturi depline ai Academiei până la Dame Laura Knight în 1936.